# 227147 Coggiajérôme
227147 Coggiajérôme è un asteroide della fascia principale. Scoperto nel 2005, presenta un'orbita caratterizzata da un semiasse maggiore pari a 2,391236 UA e da un'eccentricità di 0,194355, inclinata di 3,534042° rispetto all'eclittica.
È dedicato all'astronomo francese Jérôme Eugène Coggia.